# Enigmopora darveliensis
Enigmopora darveliensis là một loài san hô trong họ Acroporidae. Loài này được sp. miêu tả khoa học năm nov..